# Neoactumnus convexus
Neoactumnus convexus is een krabbensoort uit de familie van de Pilumnidae. De wetenschappelijke naam van de soort is voor het eerst geldig gepubliceerd in 1965 door Sakai.